# Chrysallida limitum
Chrysallida limitum is een slakkensoort uit de familie van de Pyramidellidae. De wetenschappelijke naam van de soort is voor het eerst geldig gepubliceerd in 1876 door Brusina in de Folin & Périer.